# 207 f.Kr.

## Händelser

### Efter plats

#### Romerska republiken
- Den romerske generalen Gaius Claudius Nero utkämpar ett oavgjort slag mot den karthagiske generalen Hannibal vid Grumentum. Nero lyckas dock inte stoppa Hannibals intåg i Canusium. Trots detta går han med den bästa delen av sin armé omkring hundra kilometer norrut för att förstärka Marcus Livius Salinators armé.
- Slaget vid Metaurus, som utkämpas nära floden Metaurus i Umbrien, blir ett nyckelslag under det andra puniska kriget mellan Rom och Karthago. Karthagerna leds av Hannibals bror Hasdrubal Barkas och de romerska arméerna leds av konsulerna Marcus Livius Salinator och Gaius Claudius Nero. Den karthagiska armén blir besegrad av den romerska och Hasdrubal stupar under slaget. Detta för karthagerna stora nederlag gör slut på Hannibals förhoppningar om framgång i Italien.

#### Grekland
- Generalen Filopoimen, som leder det achaiska förbundet, inför tyngre makedoniskt pansar och falangtaktik. Därefter krossar hans armé spartanerna under den spartanske generalen och regenten Machanidas ledning, i slaget vid Mantineia. Machanidas blir dödad av Filopoemen under slaget.
- Nabis, en syrier, som har sålts som slav, når makten i Sparta och blir förmyndare för den unge spartanske kungen Pelops efter Machanidas död. Nabis störtar snart Pelops och hävdar sig vara ättling till den eurypontidiske spartanske kungen Demaratos. Nabis inleder sedan en social revolution som kommer att leda till, att alla heloter blir fria, att den härskande oligarkin avskaffas, att land omfördelas och att skulder avskrivs.

#### Vietnam
- När kung An Dương Vương dör utslocknar hans dynasti och därmed grundas Triệudynastin och kungariket Nam Việt.

#### Kina
- Kejsar Qin Er Shi av Qindynastin tvingas till självmord av sin förste eunuck Zhao Gao. Han efterträds av sin släkting Ying Ziying, som i sin tur mördar Zhao Gao.

## Avlidna
- Hasdrubal Barkas, karthagisk general som utan framgång har försökt uppehålla Karthagos militära överhöghet över den Iberiska halvön och motstå de romerska anfallen
- Chrysippos, grekisk filosof från Soloi som har varit en av de viktigaste organisatörerna av den stoiska filosofin (född omkring 280 f.Kr.)
- Machanidas, spartansk general och regent (stupad i slaget vid Mantineia)
- Qin Er Shi, kejsare av den kinesiska Qindynastin (mördad)
- Zhao Gao, förste eunuck under de kinesiska Qin-kejsarna (mördad)
- Simuka, indisk kung sedan omkring 230 f.Kr. och grundare av Satavahanadynastin
- An Dương Vương, kung av Vietnam sedan 257 f.Kr.